# Arahan
Arahan is een bestuurslaag in het regentschap Lahat van de provincie Zuid-Sumatra, Indonesië. Arahan telt 2519 inwoners (volkstelling 2010).